# Henry Ford's America
Henry Ford's America é um documentário canadense de 1976 produzido pela National Film Board of Canada e dirigido por Donald Brittain.

## Sinopse
Henry Ford's America documenta o impacto dos automóveis nas sociedades norte-americanas. Também examina a história da Ford Motor Company usando imagens de arquivo e fotos.

## Prêmios
- 5th International Emmy Awards (1977)
  - Não-ficção (venceu)